# Vasilīs Mazarakīs
Vasilīs Mazarakīs (in greco Βασίλης Μαζαράκης?; Atene, 9 febbraio 1980) è un ex tennista greco.

## Carriera
In carriera ha raggiunto una finale di doppio all'ATP Buenos Aires nel 2006, in coppia con Boris Pašanski. In doppio ha raggiunto la 101ª posizione della classifica ATP, mentre in singolare ha raggiunto il 115º posto.
In Coppa Davis ha disputato un totale di 19 partite, collezionando 11 vittorie e 8 sconfitte.

## Statistiche

### Doppio

#### Finali perse (1)
| Numero | Anno             | Torneo                         | Superficie  | Compagno       | Avversari in finale          | Punteggio |
| 1.     | 20 febbraio 2006 | ATP Buenos Aires, Buenos Aires | Terra rossa | Boris Pašanski | František Čermák Leoš Friedl | 1-6, 2-6  |